# Wereldkampioenschappen schermen 1987
De 36ste wereldkampioenschappen schermen werden gehouden in Lausanne, Zwitserland van 16 tot 26 juli 1987. De organisatie lag in de handen van de FIE.

## Resultaten

### Mannen
| Discipline         | Goud                                                                                  | Goud | Zilver                                                                   | Zilver | Brons                                                                     | Brons |
| ------------------ | ------------------------------------------------------------------------------------- | ---- | ------------------------------------------------------------------------ | ------ | ------------------------------------------------------------------------- | ----- |
| Floret individueel | Mathias Gey                                                                           | FRG  | Matthias Behr                                                            | FRG    | Federico Cervi                                                            | ITA   |
| Degen individueel  | Volker Fischer                                                                        | FRG  | Andrei Sjoevalov                                                         | URS    | Wilfredo Loyola                                                           | CUB   |
| Sabel individueel  | Jean-François Lamour                                                                  | FRA  | György Nébald                                                            | HUN    | Robert Koscelniakowski                                                    | POL   |
| Floret ploegen     | Mathias Gey Matthias Behr Thorsten Weidner Ulrich Schreck Klaus Reichert              | FRG  | Philippe Omnès Youssef Hocine Patrick Groc Patrice Lhotellier            | FRA    | Zsoltan Ersek Istvan Busa Robert Gatai Istvan Szelei                      | HUN   |
| Degen ploegen      | Sergej Kravtsjoek Andrei Sjoevalov Vladimir Resnitstsjenko Mikhail Tisjko             | URS  | Alexander Pusch Elmar Borrmann Volker Fischer Thomas Gerull Arnd Schmitt | FRG    | Philippe Riboud Philippe Boisse Éric Srecki Jean-Michel Henry             | FRA   |
| Sabel ploegen      | Andrej Alsjan Georgi Pogossov Viktor Krovopoeskov Michail Boertsev Khoussein Ismailov | URS  | Hristo Etropolski Vasil Etropolski Georgi Čomakov Nikolaj Mateev         | HUN    | Jean-François Lamour Philippe Delrieu Pierre Guichot Hervé Granger-Veyron | FRA   |

### Vrouwen
| Discipline         | Goud                                                                        | Goud | Zilver                                                                           | Zilver | Brons                                                                                       | Brons |
| ------------------ | --------------------------------------------------------------------------- | ---- | -------------------------------------------------------------------------------- | ------ | ------------------------------------------------------------------------------------------- | ----- |
| Floret individueel | Elisabetta Tufan                                                            | ROM  | Zita-Eva Funkenhauser                                                            | FRG    | Luan Jujie                                                                                  | CHN   |
| Floret ploegen     | Zsusza Janosi Edit Kovacs Gertrude Stefanek Katalin Tuschak Zsuszanna Szöcs | HUN  | Elisabetta Tufan Reka Szabo-Lazar Claudia Grigorescu Georgeta Beca Rozalia Husti | ROM    | Margherita Zalaffi Annapia Gandolfi Giovanna Trillini Dorina Vaccaroni Francesca Bortolozzi | ITA   |

## Medaillespiegel
| Plaats | Land           | Goud | Zilver | Brons | Totaal |
| 1      | West-Duitsland | 3    | 3      | 0     | 6      |
| 2      | Sovjet-Unie    | 2    | 1      | 0     | 3      |
| 3      | Frankrijk      | 1    | 1      | 2     | 4      |
| 4      | Hongarije      | 1    | 2      | 1     | 4      |
| 5      | Roemenië       | 1    | 1      | 0     | 2      |
| 6      | Italië         | 0    | 0      | 2     | 2      |
| 7      | China          | 0    | 0      | 1     | 1      |
| 7      | Cuba           | 0    | 0      | 1     | 1      |
| 7      | Polen          | 0    | 0      | 1     | 1      |
| Totaal | Totaal         | 8    | 8      | 8     | 24     |

1937 · 1938 · 1947 · 1948 · 1949 · 1950 · 1951 · 1952 · 1953 · 1954 · 1955 · 1956 · 1957 · 1958 · 1959 · 1961 · 1962 · 1963 · 1965 · 1966 · 1967 · 1969 · 1970 · 1971 · 1973 · 1974 · 1975 · 1977 · 1978 · 1979 · 1981 · 1982 · 1983 · 1985 · 1986 · 1987 · 1988 · 1989 · 1990 · 1991 · 1992 · 1993 · 1994 · 1995 · 1997 · 1998 · 1999 · 2000 · 2001 · 2002 · 2003 · 2004 · 2005 · 2006 · 2007 · 2008 · 2009 · 2010 · 2011 · 2012 · 2013 · 2014 · 2015 · 2016 · 2017 · 2018 · 2019 · 2022 · 2023